# Никонов, Ефим Ефимович
Ефим Ефимович Никонов (28 октября [10 ноября] 1902, Владимирская губерния — 20 мая 1967, Москва) — советский хозяйственный, государственный и политический деятель, Герой Социалистического Труда.

## Биография
Родился в 1902 году во Владимирской губернии. Член КПСС.
В 1920—1967 гг. — каменщик, десятник, техник-строитель, производитель работ, заместитель управляющего, управляющий трестом «Мосжилгостстрой» Главного управления по строительству в городе Москве, командир строительного батальона местной ПВО на Кировской трикотажной фабрике в Москве, с 1954 г. управляющий трестом «Мосжилстрой» Главмосстроя.
Указом Президиума Верховного Совета СССР от 21 июня 1963 года присвоено звание Героя Социалистического Труда с вручением ордена Ленина и золотой медали «Серп и Молот».
Лауреат Сталинской премии 3-й степени (1951).
Заслуженный строитель РСФСР. Награждён 3 орденами Ленина (06.09.1947; 01.02.1957; 21.06.1963), орденами Трудового Красного Знамени (13.07.1940), «Знак Почёта» (02.11.1944), медалями, в том числе «За трудовое отличие» (22.01.1944).
Умер в Москве в 1967 году. Похоронен на Введенском кладбище (6 уч.).
Сын — Никонов, Игорь Ефимович (1930—2010) — историк и археолог (Российский ун-т Дружбы народов); автор учебных пособий по археологии.